# 風の輪舞
『風の輪舞』（かぜのロンド）は、津雲むつみによる日本の漫画。集英社の『YOU』に連載された。
1995年に森口瑤子主演で、2006年に小沢真珠主演で、それぞれテレビドラマ化された。いずれも昼ドラである。
原作では、夏生と英明の恋愛に焦点が置かれており、その悲恋の因縁が過去にあることが後になって明かされるという構成になっているが、ドラマでは過去編から制作されている。

## ストーリー
母子2代に亘る悲恋の輪廻を描く。

### 第一部（現代編）
昭和47年。雑誌「櫂」の編集者・野代夏生は、担当する作家・矢崎の原稿を取りに行く途中、火事を目撃した。火事のショックで夏生は、矢崎のアトリエにたどり着くなり倒れ少女時代に起きた、家の火事の夢にうなされる。矢崎の所からマンションに帰宅し、弟・智から祖父の病状を聞かされ、言葉をにごす夏生。しばらくして、「櫂」編集部に従兄・英明から電話がかかり、祖父の危篤を知らされる。7年ぶりの実家。複雑な思いでタクシーから降りる夏生。家族全員集められ、最期の時を迎える辰吉。枕元へ次男の妻・麻美を呼び、「浩二と結婚させたのは間違っていた」と麻美に詫びる。ひき続いて三男・大介を呼び、「家と家族の皆を頼む」と言い残し、辰吉はこの世を去った。享年82。葬儀が行なわれている最中、麻美の長男・昇が帰ってきた。喪服に着替えている所、麻美から通夜にも来なかった事を責められる昇。昇は野代家を出て、新聞記者になったのだ。麻美は昇に辰吉から謝られたことを話す。
葬儀が終わり、智とマンションに帰る夏生。屋敷から去る二人を乗せた車を見つめ従妹・美幸は「心にもないこと言っちゃって。」とつぶやく。英明に夏生と智が帰ったことを告げる美幸だが、英明に怒鳴られ部屋を出る。英明は夏生への思いに胸を焦がしていた。帰宅した夏生は浴びるほどに酒を飲み、智にたしなめられる。翌日、夏生は会社のトイレで同僚達から興味津々の質問をされる。編集部に作家の矢崎から電話が入り、夏生は彼の元へ向うことを告げ出ていった。
仕事を終え、会社を出る夏生の前に英明が現れた。夏生は英明の車に乗り込むが、英明が夏生への7年間の思いを告げると、彼女は恋人がいることを匂わせ、車から降りタクシーを呼ぶ。7年間の報われなかった思いに苦しむ英明。辰吉の葬儀から数日後、夏生は編集部の同僚・関根史郎とバーで飲みながら、矢崎との不倫が噂になっている事を告げられる。
一方、智は音大の講師から留学を勧められているが、夏生が心配で気が進まない。智の大学に現れた英明は、智に夏生ともう一度話がしたいと打ち明けるが、追い出される事がわかっているため、チャイムが押せなかった事を告げる。智は一計を案じ、夏生をリサイタルに誘う。着替えて約束の場所へと向かう夏生は、そこにいた英明に驚き、智の作戦にはめられた事を知って怒るが、リサイタル後二人はレストランで食事をした。
数日後、夏生は矢崎から伊豆の温泉にいるから資料を持って来て欲しいと言われ駅に向かうが、矢崎の妻らしき女性につけられている事に気付き、関根に代りに取りに行ってくれるよう頼んだ。伊豆の温泉に着いた関根は、矢崎と酒を飲みながら、夏生を巡って宣戦布告する。
その頃東京では、帰宅した英明が麻美からお見合いを勧められていた。最近、帰りが遅い英明の様子に麻美が不安な日々を過ごしていた。辰吉の葬儀で、夏生に会ってから様子がおかしい事を大介に告げる、麻美。会社に夏生を呼び出す、大介。長い間自分たちの事など気にも止めていなかったのに、わざわざ呼び出して一体何の用かと夏生が聞くと、大介は、智にウイーン留学の話がある事を告げる。驚く夏生。大介は姉を残して外国へなど行けないと思っている事を告げるが、夏生はヴァイオリンのためになるのなら留学には賛成だと告げる。そんな夏生に大介は数枚の見合い写真を見せ、結婚してちゃんとした家庭を持つようにと言う。夏生は見合いをする気は無いと告げ、社長室を出て行った。夏生は智の大学で智の才能について聞かされ、彼のためにストラディバリウスを買いたいと告げる。
その頃、英明は大介の指示とは知らず連日残業が続いており、無理に仕事をさせられていると感じていた。大介は麻美に英明の1週間の行動を尾行させた事を告げ、会社の帰りには、夏生のマンションの前を通って帰る事を告げる。
しばらくして、英明は見合いをさせられた。同じホテルで大介と待ち合わせていた夏生は、英明が見合いをした事を告げられ、胸を痛める。ホテルの庭では、英明が相手の女性に断って欲しいと告げるが、その女性は英明は自分の初恋の人なので自分からは断れない、英明の方から断って欲しいと言うのだった。
夏生はお見合いしたが相手の趣味と全く正反対の趣味を告げ、中座。ホテルに関根を呼び出し、一日だけ自分の婚約者になって欲しいと頼む。英明は家で仕事をしていたが、居間を通りかかって大介たちが夏生にもお見合いさせた事を知り、自分は今でも夏生を愛しており、結婚したいのは夏生だけだと宣言し、部屋を出て行く。ついに家を飛び出した彼は、高校時代の親友・本郷のマンションを訪ね、母から離れなければならないと決意を語る。
しばらくして、夏生と智のマンションに麻美が訪れる。麻美は、夏生のクローゼットの中から服を出して、ハサミで切り刻む。家政婦からの連絡でそれを知った夏生は、急いで帰宅し、警察に連絡をしようと言う家政婦にその必要はないと告げる。間に入った英明が麻美にハサミを離すよう告げるが、夏生の姿を見て逆上した麻美は半狂乱状態でハサミを振り上げ（英明は）おまえにだけは、渡さないと叫び、夏生はショックで倒れる。
関根が智に連絡し、ベッドに付き添う。夏生にキスした関根は、「きみを愛してる。」と告白。マンションを出た関根は、麻美の憎悪を目の当たりにした事で一体何があったのか?と考え込む。その夜、智から英明に電話が入り、もうこれ以上、姉に近づかないで欲しいと告げられてしまう。英明は独り暮らしのために借りたマンションのカギを握りしめ、麻美から逃れられない事に絶望するのだった。
その事件以来、夏生は自分の部屋にカギをかけても安心できなくなってしまい、英明からの告白を思い出すたびに、麻美への恐怖もよみがえるのだった。その頃「櫂」編集部では、「関根が入社以来パンツしかはかない野代嬢のおみ足を見られるか?」という賭けをやっていた。そこへ夏生と関根がやって来て賭けの事を知り、激怒。矢崎は夏生と飲みながら、一度もスカートをはかない美女となると勿論興味はあると話す。原稿をもらって帰る夏生に、矢崎は関根と結婚しても、幸福になれないと告げる。後日、夏生は関根に1日婚約者の約束を忘れていないかと聞き、土曜日の11時に野代産業の社長室へ来て欲しいと告げる。関根は宝石店でダイヤの指輪を買い、「小道具」だと夏生に告げる。土曜日、夏生は朝食を終えると智に出かけるから付き合って欲しいと告げ、関根からもらったダイヤの指輪を見せ、野代産業へ行き、社長室へ向かう。何があるのかと聞く智に、夏生はストラディバリウスがあると告げる。ストラディバリウスを手にした智は、大学の講師からそれがストラディバリウスの一番円熟した頃の作品だと教えられ感動に震え、智が奏でる曲を聞いた夏生も、200年前のイタリアの名工が作った楽器が初めから智のために作られたもののように感じ、感動するのだった。演奏が終わると、社長室は拍手に包まれた。拍手する人々の中に、見かけない人物を目にして訝しむ大介。関根がやってきたのだ。大学の講師から智に留学の話を勧めて欲しいと念を押された夏生は承知させると返事した。夏生は智に関根を紹介し、自分の事は心配しなくていいから、そのストラディバリウスを持ってウイーンへ行くように強く言われ、智は心ならずも承知するしかなかった。
大介は関根に家族構成や学歴などを聞いたあと、ただのサラリーマンに娘はやれないと告げ、大介に対して失礼だと夏生から責められる。関根は、自分は野代産業社長令嬢ではなく、ただの野代夏生さんと結婚したいのだと告げる。その夜、夏生は関根から改めてプロポーズされ、ホテルへ行き過去の事件の全てを打ち明ける。夏生は麻美から夫を奪った槙に似ているとして憎しみをぶつけられていること、英明と愛し合っていることを知ると麻美が自傷してまで英明を止めたこと、そして大介によって英明との子を無理矢理中絶させられたことを聞いても、関根は一生かけてでも夏生の心を全部自分のものにしてみせると誓い、2人は結ばれる。
それからしばらくして、智はウイーンへと旅立って行った。社長室で、関根との婚約を告げると大介は猛反対するが、夏生は親の許しが無くても結婚できる事を告げ、遺言状から名前を消すと恫喝されても財産などいらない、いつだって欲しいのは別のものだったと言い返し、社長室を出た。やがて関根との式の日取りが決まり、夏生は智に手紙を出すが、智は結婚式には帰れないが、式当日その時間に夏生の幸せを祈ってヴァイオリンを弾くという返事をしてきた。当日、野代家からの出席者は、祖母・よしだけだった。よしは夏生の花嫁姿に感涙する。英明は自分の部屋で一人、足腰が立たなくなるまで飲んで、この部屋を出ようにも出られなくなってしまおう、とやけ酒をあおる。
月日は流れ昭和49年。夏生は長男・弘樹を出産。その年の秋。英明は見合いをするが、その相手は奇しくも最初に見合いをした女性・生田悠子だった。悠子はあれから20回お見合いしたが、全部自分から断った事を告げ、両親からいい加減にするようにと怒られている事を話す。英明は片想いしていた女性（夏生）が結婚したと告げ、今でもまだその女性を思っているのかと問い返されて、言葉に詰まる。帰宅後、麻美から悠子との話をすすめても良いかと聞かれた英明は、彼女と結婚すると告げるが、すぐにバカな選択をしたのではないかと後悔する。一方「櫂」から「Baby, s」編集部に異動した夏生は同僚から週刊誌を見せられ、英明が結婚した事を知る。記事を読んだ夏生は、胸を痛める。
昭和51年、夏生は長女・志穂を出産。しょっちゅう熱を出す志穂の看病をしながら、夏生は母・槙がなぜ自分達を捨てたのか？と自問自答する。何一つ不満の無い毎日を過ごしながら、夏生は「あの事件」が忘れられなかった。
昭和59年。「Baby, s」編集部で働きながら、弘樹と志穂を育てる夏生の元に智からの小包が届いた。中には智のアルバムCDが入っていた。智はいまや、世界中を飛び回るヴァイオリニストに成長していた。野代家では、英明の娘・由利亜が、英明にウイーンに寄って、叔父である智のサインをもらって来て欲しいとねだっていた。一方大介の次男・誠は大学生。夜遊び三昧の日々を送っていた。
夏生はウイーンへ行き、12年ぶりに智と再会し、智の親友・木村アンディを紹介される。アンディはヴァイオリンをやめ、指揮者として活躍している。智はコンサートが終了するまで昼間はつきあえないが、夜は空けてある事を告げる。智のアパートに着いた夏生は、智のヴァイオリンに聴き入る。翌朝。アンディが訪ねて来て、一緒に朝食を済ませた後夏生はアンディと観光を楽しんだ。翌日、夏生はコンサートでオーケストラと共演する智の姿を見て、彼の成長に感涙。打ち上げを兼ねた夕食後、智の知人宅で仮面舞踏会に出席して夢のようなひと時を過ごした。翌日、夏生は智・アンディとオペラ「トスカ」を観賞するため、国立歌劇場に行く。第2幕までの休憩時間にシャンパンを飲もうとした夏生は、そこへ現れた英明の姿に驚く。英明は、仕事でウイーンに来ていたのだ。夏生は智の制止も構わず英明とボックス席へと向かい、キスをする。智は夏生が今夜帰らない事を悟り、席を立つ。
ホテルで、夏生は英明と一夜をともにする。翌朝。日本にいる夏生の夫・志郎から電話がかかり、ごまかす智。英明は取引先の相手との会食を仮病でキャンセルし、夏生と2日間過ごしていた。智のアパートに帰った夏生は志郎から電話があった事を告げられる。翌日、夏生は帰国する。英明は、夏生と過ごした2日間を思い出しながら、今度こそ諦めないと、あらためて夏生への愛を貫く決意をする。帰宅した夏生は、志郎の優しさに包まれながら英明を受け入れてしまった事を後悔する。
後日、職場に復帰した夏生の元に英明から電話がかかってきた。会いたいと誘われ、夏生は英明と再び関係してしまう。帰宅した夏生は、夫に抱かれながら英明を思う自分を許せず、かつて母と浩二が不倫の末に焼死した事件を思い出し、悪夢にうなされる。しかし夏生は英明から渡されたマンションの合鍵を捨てられず、仕事を終えてからマンションに向かい、密会する。
日曜日。家族と遊園地で楽しむ夏生だが、心は英明の事を考えていた。と同時に、叔母・麻美の仕打ちも思い出していた。帰りの車の中で、夏生の様子がおかしい事に気付き不安を感じる志郎。マンションに帰宅すると、玄関で智が待っていた。日本でレコーディングする事になり、その報告のために帰国したのだ。弘樹と志穂にヴァイオリンを弾いてとせがまれ、一曲だけの約束で演奏する智。弘樹と志穂は見事な演奏に聞きほれた。
智を駅まで送った夏生は、英明と会っている事を責められる。志郎は夏生がウイーンから戻ってから様子がおかしい事に不信を抱く。一方、野代家では英明の妻・悠子が英明の不倫に気付き麻美に相談する。マンションでの密会を終え、帰宅する英明。悠子はついに、英明に対し、心をどこにおいているのかと責めるが、英明は悠子を抱いてごまかす。
一方野代産業本社では、英明の秘書・森田が大介からウイーン出張時に何も変わった事は無かったかと訊ねられたが、事情を知る森田はうまくごまかした。麻美は大介にちゃんと調べてくれるようにと念を押す。英明は夏生に電話し、しばらく会うのは控えようと告げる。英明は銀座に行き、クラブのホステス・真梨に夏生との事を話し、自分の不倫相手のふりをしてアリバイ工作に協力して欲しいと頼む。やがて野代家では英明の素行調査の結果が明らかになり、真梨とキスしている写真を見た悠子は号泣し、由利亜を連れて実家に帰ってしまう。しかし麻美は英明の相手が夏生以外の女であるはずはない、と疑惑を深める。
英明は真梨のマンションに赴き、悠子は騙せたが麻美は疑っている事を告げる。その頃、夏生は「Baby, s」編集部の花見に参加し、同僚達と楽しんでいたが麻美が差し入れを持って現れる。年を重ねるごとに槙にそっくりになる夏生を睨みつける麻美。夏生は麻美が自分達の不倫に気付いている事に怯えながらも、英明に逢いたいと胸を焦がす。お開きになり、バーで独り飲んでいると、女連れの矢崎から声をかけられる。酔い潰れて矢崎に抱えられながらタクシーに乗り込む夏生の姿は、別の編集部の同僚に目撃されていた。矢崎のアトリエで寝かされた夏生は夢うつつで「抱いて」と告げ、矢崎に抱かれるが無意識に英明の名前を呼び我に返る。自己嫌悪に陥り、泣き崩れる夏生。
一方英明は、悠子が家を出てから麻美が過干渉するためうんざりしていた。英明は由利亜に会うため、小学校を訪れて由利亜と再会する。喫茶店で英明と話をした由利亜は母・悠子が毎日泣き暮らしている事を告げ、離婚するのかと英明に聞く。帰宅した由利亜は、悠子に英明と会った事を告げ、野代家に帰ろうと進言する。悠子は母からも野代家に戻る事を勧められており、電話の一本もして来ない英明が反省しているとは思えない、と怒りをあらわにするが、母から別れたくないのなら意地を張っていないで野代家に戻るようにと諭される。
「櫂」編集部では、志郎が同僚の女性・兵藤から夏生が矢崎と噂になっていると聞かされ、驚く。そして兵藤は志郎が担当する作家・城崎との会食の帰りに志郎に告白するが、志郎は酔っているからそんな事を言うのだ、とかわして兵藤を帰らせた。一人になった志郎が矢崎に電話し彼のアトリエを訪ね、事の真相を尋ねたところ。矢崎は夏生が「ひであきさん」と言ったこと、自分も志郎もその男の身代わりでしかなかったことを告げ、志郎は愕然とする。酔い潰れて帰宅した志郎は夏生に一生どこにも行かず側にいて欲しいと思いをぶつけ、夏生は彼に英明との関係を悟られた事を知り、英明と志郎との板挟みに苦しむ。志郎はバーで兵藤から再度告白されるが、気持ちは嬉しいが応えることは出来ない、と彼女をふる。
一方、英明の素行調査を続けさせていた麻美は、ついに自ら動き出す。連日のように夕方外出する麻美を不審に思う佐和子に、家政婦が麻美は毎日夏生の勤め先がある神田で降りるそうだ、と告げる。麻美が自分をつけている事に気が付いた夏生は途中で電車から降り、タクシーで帰宅。マンションの窓から麻美の姿を確認する。毎日自分をつける麻美に怯える夏生は英明に電話し、会社帰りに麻美からつけられている事を話した。英明は驚きながらも、昔一度母のために夏生を諦めたが、もう二度と手放したくない、と夏生への愛を告げる。
その頃悠子は、真梨のマンションを訪ね英明との関係を尋ねるが、相手は自分だけではないと言われ、席を立つ。以前麻美が言っていた「英明の相手が夏生以外の女のわけがない」という言葉がよみがえり、疑念を抱く悠子に、麻美は英明の相手は夏生だと告げる。半信半疑の悠子を伴い、麻美は夏生を再び尾行する。
麻美だけでなく、悠子にもつけられている事に気付いた夏生は英明に会いに行くことを断念し、帰宅する。マンションで夏生を待ちながら、一夜を明かした英明は、母がついに夏生に手をかけたのではないかと不安に苛まれる。夏生は出勤途中、英明に電話をかけて昨夜英明の元に行けなかった事を詫び、そこで英明からどうしても会いたいから会社を休んで欲しいと言われる。マンションで密会した夏生と英明は、ついにウイーンへ駆け落ちする事を誓い合う。成田のホテルで落ち合う事を約束し、パスポートと荷物を取りに帰る夏生。英明も荷物をまとめるために帰宅し、蛇のようにからみついて離れなかった母の腕から、長い間閉じ込められていた檻から出るのだ、と決意した。
麻美は英明が帰宅している事を知り、部屋へ向かう。忘れ物をとりに来ただけだとごまかす英明だが、もみあううちにパスポートを落としてしまい、全てを悟られる。観念した彼は、もう麻美のいいなりになって生きていくことに耐えられなくなった、社長の椅子も要らないからこの家から出ていく、と宣言し、麻美の「お前には、悠子さんと由利亜ちゃんがいる」という言葉にも別れると返し、自分は18歳の時に母が奪った夏生との愛をついに取り戻した、この家には永久に戻らない、と長い間抑えられていた思いを爆発させ、部屋を出ようとする。錯乱状態に陥った麻美は、バッグに忍ばせていた、包丁を取り出し英明を刺し殺した。そして麻美は暖炉の火を部屋中に放火、燃え盛る炎の中、「あなたは私だけのものよ」と英明を抱きかかえながら微笑む。焦げくさい臭いに気付いた佐和子と家政婦がドアを開けると、廊下は火の海だった。パニックに陥る2人。野代産業本社に連絡が入り、商談中だった大介は自宅が火災だと知り驚く。
その頃。夏生はマンションを出て、英明との約束の場へと向かうタクシーに乗り込んでいた。車内のラジオニュースで野代家が火事だと知った夏生は世田谷の野代家へと行き先を変更する。「櫂」編集部のテレビで、野代家火災のニュースを見た志郎は「Baby, s」編集部に連絡するが、夏生が休んでいる事を知り不審に思う。嫌な予感がした、志郎は火事見舞いに行くと、会社を出る。あわてて帰宅した大介は、佐和子から麻美と英明の姿がない事を知らされる。
タクシーから飛び出し、トランクを忘れた事にも気付かず野代家へと向かう夏生。警察官から制止されるが、「私は身内です、通して！」と強引に屋敷へと向かう。大介と佐和子に英明の居所を聞くが、佐和子から麻美と共に姿が見えないことを知らされ愕然とする。その頃志郎も世田谷に到着。野代家へ向かおうとすると、夏生を乗せたタクシーの運転手からトランクを渡される。燃え盛る野代家。麻美の幻影が夏生の前に現れ、最愛の我が子である英明は決して夏生には渡さないと告げる。自分も死なせて欲しいと泣き叫び、炎の中に飛び込もうとする夏生は志郎と大介に制止されるが、ショックでその場に倒れてしまう。そんな夏生の姿を見て、悠子は怒りに震えながら立ち尽くすのだった。
霊安室に英明と麻美の遺体が、安置されている。父・生田に支えられながら英明の遺体と対面する悠子と、成田空港から駆けつけた、美幸。美幸は恋人・野上由信に見ない方がよいのではないかと言われるが、気丈にも英明と麻美を確認し、何故こんなことになったのか、と泣き崩れる。警察から、英明と麻美の死は殺人と放火の疑いがあると言われ驚く佐和子。浅草の実家に弘樹と志穂をあずかってもらい、夏生に付き添う志郎は、夏生が結婚指輪を外していることに気付き、夏生が英明と駆け落ちしようとしていた事を悟る。
目が覚めた夏生は志郎に離婚を迫るが、志郎は絶対に離婚はしないと拒否する。その頃、ホテルで仮住まいしている野代家の一同は、美幸から新聞記事に麻美が英明を殺して放火したと書いてあるのはどういうことかと詰め寄られる。悠子は美幸に夏生への怒りと悲しみを告げ、泣き崩れる。その頃、夏生と志郎が勤める出版社では、それぞれが所属する編集部で野代家の火災についての噂でもちきりだった。志郎は上司から「週刊「ボンバ」にいる同期が、記事にする気で取材しているのは「ボンバ」だけではないと言っていた。お前はともかく、奥さんにはうるさいのがやって来るかもしれない」と忠告される。
英明と麻美の葬儀が、営まれている。本郷達が参列し、麻美の英明への執着が尋常ではなかった事を語り合う。週刊誌の記者がやって来て、英明についてインタビューしようとするが本郷は売る話はないと怒鳴りつける。記者に英明の秘書・森田が声をかけ、名前を出さない事を条件に取材を受ける。志郎は智に国際電話し、英明と麻美が無理心中で亡くなった事と夏生が倒れた事を告げる。智はマネージャー・カティアに、日本行きのチケットを取ってくれと告げるが、翌日はコンサートを控えていた。どうしても帰らなければならない、と言う智のただ事ではない様子に不安を抱いたカティアは、すぐに帰るのかと問うが、智は「わからない。」と答えた。
大雨の夜、夏生は病院を抜け出して焼け跡と化した野代家にたどりついた。ガラスの破片を拾い、自殺を図る夏生。病院からの電話で、夏生が病院を抜け出していなくなった事を知った志郎はもしやと思い野代家へと向かい、焼け跡で手首を切り倒れている夏生を発見。目をあけた夏生は「うれしいわ。迎えに来てくれたのね。英明さん。」と英明の亡霊に、手を差し伸べる。が、志郎は夏生は渡さない、夏生は自分と共に生きるのだ、と叫び、夏生を抱きかかえて病院へ向かう。出血がひどく、危険な状態が続く夏生に、志郎は輸血を申し出る。その頃、空港では智が妙な胸騒ぎを感じていた。夏生の無事を祈りながら、彼は飛行機に乗り込む。意識を取り戻し、危機を乗り越えた夏生。志郎は泣きながら彼女の手を握り締め、神に感謝する。
英明と麻美の告別式で、昇は美幸に麻美は情が深すぎる、愛した男に裏切られれば一生消えない傷を負ってしまう女だった、と語る。そして、そんな母の深すぎる愛情に子供の時から「うんざりしていた」とも。美幸は、母のせいではない、夏生さえ家に来なければこんな事にならなかった、と泣き崩れる。2人の様子を影から見ていた、悠子は夏生への憎しみを抱く。
夏生の見舞いに来た弘樹と志穂。帰るなら夏生と一緒でなければ嫌だと泣き出す志穂に、智は「ママが早く良くなるよう一緒に祈ろう」と言い、2人を庭へ連れ出してヴァイオリンを奏でる。病院中、智の奏でる音色に耳を澄ませる。智は、アンディからの電話でカティアがいつ帰ってくるかと心配している事を告げられ、「できるだけ早く、そっちをたたんで日本に帰る。」と言い、何もできなくても夏生の側にいてやりたいと決意する。
週刊誌に英明と麻美の死がスキャンダラスに掲載され、大介は激怒。「弁護士を呼べ！名誉毀損で訴えてやる！」と怒りが収まらない。週刊誌にリークしたのは、森田だった。森田は次期社長は英明だろうと思って、秘書をやっていたがあの火事の後に次期社長を狙う山口専務から声をかけられ、専務派にくら替えした事を恋人に話す。
志郎は連日、病院と会社の往復だった。ある日、兵藤が夏生の見舞いに訪れるがドアをノックしようとすると、志郎が夏生にプロポーズした時の事、弘樹と志穂が成人してお互いが年を取るまで時間をくれと話すのを聞き、夏生への想いの深さを悟った兵藤は花束を置いて病院を去る。
その頃、悠子は佐和子と新しい家の設計図を見ていたが、佐和子から野代家を出る事を勧められ、再婚なんて考えられないと答え出て行かない事を告げる。悠子はたとえ愛されていなかったとしても、英明の妻の座だけは譲れないと決意していた。夏生は退院し、会社を辞めて主婦業に専念。いつかあの世で英明に会えるだろうと、思いながら今を生きる事を誓った。
月日は流れ平成2年。大介は愛人・マキのマンションでマキと同衾中に、亡くなった妻・槙と兄・浩二が焼死した火事の夢にうなされ、マキに起こされて目が覚め、マキを抱いている最中、突然発作に襲われ病院に搬送される。深夜3時前。関根家に電話が入り、大介が倒れたとの知らせに夏生は青ざめる。病院のロビーに野代家・関根家の一同が集まり、不安な時間を過ごしていた。大介の秘書・平田に、大介に会わせて欲しいと詰め寄るマキを、佐和子は追い返そうとするが、マキは大介が自分のお腹の中の子供の父親であり、自分にも大介に会う権利があると言い返し、佐和子は思わぬ事実に愕然とする。マキは佐和子に追い討ちをかけるように、大介が「自分には3人子供がいるがどれもろくな奴ではない、上のふたりは会社を継ぐ気などなく下の子に継がせたら会社をつぶすだろう」と語っていたこと、さらにはマキが男の子を産んだら、その子に全てを継がせると約束していたことを告げる。
明け方、一同は医師から大介は危篤状態は切り抜けたと告げられ一安心する。ひとまず、自宅に帰るよう平田に告げられる。夏生は悠子と目が合うが、悠子は目をそらし、夏生はまだ悠子が自分を許していない事を感じる。夏生は大介の意識が回復したら、あの事件について聞いてみようと決意する。学校の帰りに祖父のお見舞いへ訪れた夏生の長男・弘樹は帰り際、母方のはとこ・由利亜と初対面。彼女から「母（悠子）はあなた達を嫌っているようよ」と明かされた。眠り続ける大介は夢の中で、槙と出会った頃を思い出す。少年時代から、槙に恋していたが槙はすでに浩二と婚約していた事。戦後、浩二が復員してきて辰吉の命で、麻美と結婚する事になった事。そして自分が槙と結婚する事になった事、槙が浩二とよりを戻して愛し合うようになった事を、走馬灯のように思い出していた。目を覚ました大介に、夏生は「家に火をつけたのは、お父さんなの?」とついにあの火事の真相に迫る。それを肯定する大介の答えにショックにを受けた夏生は病室から飛び出す。夏生は智になだめられるが、母娘2代に亘る悲恋の連鎖に涙する。
そして大介は、亡くなった。葬儀当日、マキは産科の診断書のコピーを佐和子に見せる。佐和子は中絶を迫るが、マキは子供が欲しいというのが大介の最後の望みだった、佐和子から金をもらうつもりはないが、死んだ大介から自分と子供の相応の分の額をもらうと言ってそれを拒み、「今度お会いする時は裁判所かしらね」という捨て台詞を残して部屋を出て行った。怒りを爆発させ、ドアに灰皿を投げ付ける佐和子を尻目にマキは平然と葬儀に参列し、事情を知る他の参列者はその大胆さに驚嘆するのだった。佐和子は誠に、マキのお腹の子供を始末するようにと告げる。
後日、遺言公開の場が設けられる事になったが、智は欠席すると夏生に電話で告げた。遺言公開当日、悠子は由利亜が屋敷にいない事を知り、今日は一族が集まるから家にいるよう言ったのにこの頃はちっとも言うことを聞かない、と家政婦にこぼす。当の由利亜は、父方のはとこ・関根弘樹とデートに出かけていた。2人の恋は、それぞれの父母の代とは違い、自由な幸せの一歩を踏み出していた。〔完〕

### 第二部（過去編）
夏生が小学生の頃にさかのぼる。夏生は風邪気味で学校を休んでいたが、急に腹痛を起こし、母・槙を呼ぼうと2階から降りてくるが、いつもと雰囲気が違う事に気付く。奥の部屋を覗くと、槙が知らない男と抱き合っているのを見てしまい、ショックを受けて部屋へ戻る夏生。初潮の痛みと母の秘密に苦しむ夏生。夕方、智が学校から帰り、夏生の様子を見に来る。夏生の具合が悪い事に驚き、母を呼びに行く智。部屋にやって来た、槙。（あれは夢？いつもと少しも変わらない、お母さん……）と思う夏生。槙から、「赤ちゃんを産む為の準備を始めたの。」と教えられる夏生。夕飯時、赤飯が並んでいるのを見て「何の祝いか?」と聞く、父・大介。智が「お姉ちゃんの記念日だって。」と告げると、顔を赤らめて智を叱る夏生。
夏休みに入り、友達の家で一緒に宿題する夏生。夕方に入り、大雨に見舞われ急いで帰宅する夏生。玄関で迎えた智から槙の書き置きを見せられ、智と2人で夕食を食べる。10時半を過ぎても戻らない、両親。夏生から早く寝るよう告げられるが、「お母さんが帰るまで、起きてる。」と言う智。停電に見舞われ、心細い夜を過ごす夏生と智。電話が入り、出ると父・大介の声。母が不在だと告げると、「わかった。すぐ帰る。」と。大介は、愛人の所にいたのだ。智のヴァイオリンを聴きながら両親の帰りを待つ、夏生。槙の帰宅とともに、停電が解消された。槙の帰宅後、大介も帰宅。2人からついさっき母が帰った事を告げられると、大介は激怒。言い争う両親の姿に、泣き出す2人。寝室で、大介に責められる槙。両親の様子から、（あの日の出来事は夢じゃなかったんだ!）と悟る、夏生。
冬になり、夏生の家に叔父・浩二が訪ねてくる。「大介から、なにやら「話したい事があるから、家に来てくれ。」と言われた。」と告げ、上がる。居間に通し、浩二にお茶を入れるがキスされて「きみを愛してるんだ……やっぱりきみを忘れられない、ぼくは……」と告げるが、「いけません!」と止められる。智の寝室で、夏生は童話を読んで聞かせる。眠った事を見届けトイレに行く夏生。そこへ、酔った大介が帰宅。取引先との商談がまとまった事を告げ、ご機嫌の大介。父が上機嫌なのを見た、夏生。台所では槙がお猪口を割り、様子がおかしい事に気付き手伝おうとするが「いいから早く寝なさい。」と告げる。布団に入った夏生は、（もしかして、あのひとはあのひとじゃないのかしら……）と考える。居間に戻った大介は、浩二を寝かしつける。深夜。突然火の手が上がる野代家。大介は槙を起こし、火事だと告げると、夏生と智を助けに行く。浩二の事が気になる槙は、部屋を開けようとすると「開けるな、そこが火元だ!!」と叫ぶ大介。大介が子供たちを連れて2階から降りると、槙は居間を開け、大介の制止を振り切り炎の中へ。火が夏生の足に燃え移り、夏生は火傷を負う。燃え盛る家を泣きながら見つめる夏生。病院で目を覚ます、夏生。そこには、祖母・よしがいた。
槙と浩二の葬儀が執り行われている。ずっと臥せっている、麻美の様子を見に部屋をノックする英明。鬼の形相で一面を見つめる麻美の顔を見て、青ざめる英明。昇に声をかけられ、ハッと我に帰り昇から「お前は妹をみてやれ。俺が母さんを見るから。」と告げられ、麻美の部屋を後にする、英明。麻美は昇に、泣きながら最初の夫・一郎の事を思い出していた事を告げ「あのひとが戦死してから、いいことなんてひとつもない。ひとっつも……」と泣き崩れる。病院では夏生が、母・槙が炎の中に飛び込んでいく夢にうなされ泣いていた。大介は医師から、夏生の足の火傷は痕が残る事を告げられ顔を曇らせる。退院の日。迎えの車の中で夏生は、大介から野代本家で暮らす事を告げられる。「いきなり大家族になるが……じきになれるさ。」と話す大介。
夕食の時間。祖父・辰吉から夏生が退院してきて、今日から一緒に暮らす事になったと告げる。「助け合って、仲良くするように。」と一同に告げる、辰吉。お手伝いからスープをよそわれ、馴れない食卓にとまどい、夏生はナイフを落としてしまう。わざとナイフを落として助け舟を出す、英明。新しいナイフを持って来させるように、よしが告げる。夜。智が部屋に来て一緒に寝ることに。「家に帰りたい。」と言う智に夏生は、「家は焼けてしまってないのよ……」と諭す夏生。翌朝。夏生と智の姿が見えないと2人を探す、よしと家政婦・春。英明に2人を知らないか?と聞くと美幸が「さっき、門から出てったのを見たわよ。」と告げる。
自転車を飛ばし、2人を探しに行く英明。夏生と智は、焼け落ちた自宅にいた。ヴァイオリンも焼けてしまった事に、涙する智。2人はどんなに帰りたくても、もうお母さんの待つ家へとは帰れないのだ。と悟る。そこへ英明が現れ、「お祖母さまが心配してるよ。帰ろう。」と2人に告げる。再び、火事の夢にうなされ目覚める夏生。智が現れ、おねしょした事を告げられると風呂場へ連れて行き洗ってあげる夏生。智を自分の部屋に行かせて、洗濯場で智のパジャマを洗っていると麻美にとがめられおねしょをした事を告げると麻美は激怒。夏生が叱らないでと懇願するが、麻美は智を折檻。騒ぎを聞きつけ、よしたちが夏生の部屋へ駆けつける。夏生が自分と一緒に寝かせるから、許して下さい。と言うと、麻美は逆上。英明が「ぼくと一緒に寝よう。智ちゃん。いいでしょう、お母さん。」と告げる英明。槙にそっくりだと、夏生に憎しみの目を向ける麻美。
冬休み。麻美から新しい教科書を渡され、英明と美幸が通う小・中・高・大のエスカレーター式私立校に通うように言われる、夏生と智。亡くなった浩二が使っていた部屋を模様替えしている、大介。そこへ麻美と美幸がやって来て、とがめると大介に話があると告げ、皆を下がらせる麻美。2人きりになり、あの火事の一部始終を話すと「あなたと取り引きをしたいんです。」と継げる、麻美。大介が帰宅している事を知り、美幸から「わたしのお父さんの部屋だった部屋よ。」と告げられる夏生。部屋を出ると「約束、お忘れにならないでね。」と念を押し、部屋を後にする麻美。いぶかしむ夏生。部屋に入ろうとすると、怒鳴られ「お父さんは忙しい。あっちに行ってなさい。」と言われる夏生。
冬休みが終わり、英明と美幸が通う学校に転校した夏生と智。夏生は6年A組に転入。人見知りで内気な弟・智が心配な夏生。するとそこへ、1年生の担任が現れて夏生を呼び、智が授業中にお漏らしした事を知らせる。教師が家に連絡し、麻美が迎えに来る事を告げる。帰宅した、夏生と智。智の代りに、折檻を受ける夏生。止めに入った、智。泣き叫ぶ2人を折檻し続ける麻美。物置小屋に閉じ込められる2人。5時間後。帰宅した英明がカギを開け2人は解放。よしから、「お祖母ちゃんと一緒にケーキを食べましょ。」と言われ喜ぶ智。大介の帰りを待ち、夏生は相談をもちかけるが多忙を理由に相手にしてもらえない。
その後も智の夜尿症は治らず、麻美から厭味を言われる智。智が精神的に落ち着くものはないかと、思案する夏生と英明。隣の校舎から、ヴァイオリンの音色が聴こえ、夏生は智にもう一度ヴァイオリンを習わせる事にする。辰吉とよしにせがんで、ヴァイオリンを買ってもらう智。温室で智がヴァイオリンを弾き、英明たちと楽しそうに語らう姿に、美幸は面白くない。美幸は麻美に、あの家族を追い出すわけにはいかないのかと聞くが、そうはいかないと告げる。美幸から英明が夏生に好意を寄せているみたいだと告げられ、顔色を曇らせる麻美。仲むつまじい2人の様子に、怒りの眼差しを向ける麻美。
夜。シャワーを浴びる夏生は火傷の痕が目立つのを見て、水着や短いスカートがはけないと思案する。とそこへ麻美が現れ、櫛を探していたが違ったようだと告げ、浴室を出る。麻美は英明に、「夏生との交際だけは、許さない……!」と告げる。
月日は流れ、昭和40年。夏生と英明は密かに交際を続けていた。あの物置小屋で2人は逢瀬を重ね、愛を育んでいた。英明とのファーストキスから2年。英明がそれ以上のことを求めている事は分かっていたが、夏生は火傷の事が気になり踏み切れないでいる。大介は昭和38年に、佐和子と再婚。次男・誠をもうけていた。自分達を省みない父と鬼のような叔母に不安を感じる夏生は、早く大人になって野代家を出たいと思っている。夏休みが、目前に迫る。学校では、美幸がテニス部のマドンナ的存在になっていた。
同級生・尾崎ゆかりと歩いていて美幸を見つめていた夏生は、火傷を負った自分の足と比較して、（それにきれいな脚……すんなりとしていて、しみひとつない。）と羨ましく感じる。英明から旅行に誘われた夏生は、足のこともあり気が進まなかったが、「一生海に行かないつもりかい?」と言われ、誘いに応じる。
夏休み。英明と麻美・美幸は、軽井沢の別荘へ行く。電話ボックスで通話している英明を見かけた美幸は、だれと話しているのか不審に思う。翌朝。英明は模試があると偽って、帰京。美幸は麻美に、「兄さんきのう、公衆電話で誰かと話してたわ。お母さん。家へ電話して、夏生さんがいるかどうか、聞いてみたら……?」と告げる。東京の自宅へ電話した麻美は、「お嬢様は昨日からお友達の別荘へ出かけられてますけど?」と家政婦に言われる。その頃夏生と英明は、本郷の別荘へと向かうため電車に乗っていた。麻美はゆかりの別荘にも電話をかけ、夏生がいるかどうか確かめるが、ゆかりが「買出しに行ってるんです。」と告げる。
本郷の別荘に到着した、2人。寝室のドアを開け、ドキッとする夏生。英明から海に行こうと言われ、水着の上にパレオを巻き足の火傷を隠す、夏生。泳ぎ終えて、浜辺でジュースを飲んでいると子供が夏生の足に気付き、「ママ、あのお姉ちゃんの足、おかしいよ。きたないの。」と告げる。パレオで隠そうとすると、英明が「きみはきれいだよ、他の誰よりも……」と足にキスする。その夜。ついに2人は結ばれる。軽井沢では、麻美が再び東京の自宅に電話し、英明がいるかどうか訊ねたが、帰っていないことを聞かされ、夏生への憎悪をつのらせる。
智は通っているヴァイオリン教室の講師・奈知から、高名なヴァイオリニストを数多く育てた講師・シュミットを紹介される。シュミットはあまり子供は教えないが、奈知が無理を言って、智を紹介したのだ。教室から聴こえる、見事な音色。が、いきなりメチャクチャな音に変わったかと思ったら、金髪の少年が部屋から飛び出してきた。彼の名は、木村アンディ。有名ヴァイオリニスト・木村誠一の息子だが、ヤンチャだった。家に帰ると、夏生に真っ先に報告しようと温室へと向かう智。シュミットに教わる事になった事を告げると、喜ぶ夏生。シュミットの下で、ヴァイオリンを学ぶ智。アンディは「俺は嫌いだ。」と、母親に無理矢理習わされている事を告げる。夜。トイレに起きた智は、夏生が物置小屋で英明と密会している事を知る。
麻美の監視が厳しくなった。（あの夏の日からだわ。おたがい友達を頼んで、アリバイ工作をしたけど。）と夏生は思った。生理が遅れている事を英明に告げられない、夏生。秋になっても、生理が来ない事に不安を抱く夏生。体育の授業中に、倒れてしまう。ゆかりから夏生が倒れたと知らされた、英明は保健室に向かう。夏生から、生理が遅れている事を知らされ、「結婚しよう。」とプロポーズ。保健室での一件を男子部員から聞いた美幸は、麻美に告げ口。その夜。眠れない麻美は英明の様子を見に、部屋へと向かうが英明がいないことを悟る。夏生の部屋も確認し、2人が屋敷の中で密会している事を確信する。ついに麻美は、物置小屋に踏み込む。
「離れなさい、汚らわしい!おまえ達はいつから、こんな……まだ、子供のくせに!」と、2人を責める麻美。英明は「夏ちゃんのおなかに、僕の子供がいる。僕たちは、結婚するよ。」と宣言。麻美は激怒し、「バカをおっしゃい!!何を寝言を言っているの!?結婚!?子供!?そんなこと許せるわけがないでしょう!子供のくせに!いつまでそうしている気なの!?離れなさい!!」と、夏生の腕をつかもうとすると、英明に突き飛ばされる。「朝になったら、もう一度ちゃんと話し合いましょう。」と告げる、麻美。
2人を引き離さなければと決意する、麻美。明け方。麻美は大介と佐和子の寝室へ行き、話があると告げる。麻美から夏生と英明が交際している事、そして夏生が妊娠しているかもしれない事を告げられた大介は、激怒。互いの責任を擦り付け合い言い争う2人。佐和子から止められ、「もし本当に、夏生さんが妊娠していたら……?」と聞かれると大介と麻美は、「始末させる。あのふたりを、結婚させるわけにはいかないのだから……!」と決断。大介は早朝、知人の産婦人科医に電話し夏生を連れて行く事を告げる。
不安な一夜を明かした、夏生と英明。大介は英明が産婦人科についていく事を予想し、「ついて来られると、じゃまだぞ。」と麻美に告げると、麻美は「わたしが引き止めますわ。なんとしても……!」と。大介たちが物置小屋に来た事を告げて、英明を起こす夏生。「こんな所に隠れてこっそりと、他人に言えない事をしてたってわけか!」と大介に罵られる、2人。英明は自分達が愛し合っている事を告げ、大介に殴られる。麻美から何ヶ月かと聞かれ、「本当はまだ、診てもらってないんです。明日……きょう病院へ行こうと、言ってたんだけど。」と告げる夏生。英明は「もうかくれてコソコソするのは、いやなんだ。ぼくたちの事認めて欲しいんです。叔父さんに何発なぐられたって!!」と愛を貫く決意を語る、英明。
麻美と大介から、産婦人科へ行く事を告げられた2人。夏生は大介から、「お前はそのままでいい。来なさい。すぐ病院へ行くんだ。」と告げられ、「いや……英明さんと一緒でないと行かない……!」と言うが、大介に抱えあげられ、悲鳴をあげながら車に乗せられてしまう。夏生の悲鳴を聞いた英明は、すぐに向かおうとするが麻美に阻まれる。
「これは……なんのマネなの母さん、そこをどいて!」言い争う英明と麻美。包丁を突きつけ、「だめよ、行かせない……!……あの娘のところへ行くのなら、私の死体を乗り越えて行きなさい!!」と自分の腹を刺す、麻美。英明の悲鳴を聞きつけ、部屋へ入る佐和子。麻美の様子を見て、悲鳴をあげる。2人の姿を見て、青ざめる智。産婦人科では、大介が夏生の検査結果を待っていた。妊娠2ヶ月だ。医師に「手術が終わるまで、眠らせておいてくれ。」と告げる大介。その頃麻美は病院に搬送され、手術を受けていた。美幸から責められる英明。
麻美から逃れられない事に苦しむ、英明。智は急いで帰宅し、家政婦から夏生は帰っていない事を告げられる。智は佐和子から、病院には明日連れて行くと告げられる。智は何も出来ない自分を責める。病院で目を覚ます、夏生。自分の知らないうちに、お腹の赤ちゃんを中絶させられた事を悟り、絶望する夏生。翌朝、智と佐和子がやって来て退院の手続きをする。智から麻美が自分で自分を刺して英明を止めた事を知らされ、愕然とする。
夏生はホテルに移され、佐和子から「今、部屋を探してるのよ。新しいマンションか、何か……。」と野代家から出る事を告げられ、智は「ぼくも……ぼくも家を出ます。姉さんと一緒じゃなきゃ、暮らせない!」と言うと佐和子は広いところを探すと。夏生は英明に失望し、麻美を恨み泣き崩れる。昇が麻美のお見舞いに訪れ、「俺が家を出て、新聞記者になると言った時も大変だったけど、泣かれて。胸を刺すとは、また……」麻美の執念深さを悟る、昇。英明はよしに麻美をみてもらって、昇と話す。夏生の様子を見てきて欲しいと頼む、英明。目を覚まし、半狂乱で英明を呼ぶ麻美。野代家へ行き、夏生と智がホテルにいる事を知り、「家庭の平和の為に、じゃまな子供をふたり追い出す気なんですか!?」と佐和子を責める、昇。ホテルに行き、夏生に英明からの伝言を告げようとするが、夏生は「誰にも会いたくないの……帰ってもらって……」と智に告げる。昇は智と家政婦から夏生の様子を聞く。一日中ベッドにいる事を知らされる。何もしてあげられないが、今度は自分が夏生を守る事を決意する智。
その頃英明は、昇から夏生が会ってくれなかった事を告げられる。「だから、あの娘はお前と別れるつもりなんだよ。」と言われ、ショックを受ける英明。諦めきれない英明は、夏生のいるホテルに電話をかけるが、夏生に切られてしまう。絶望する英明。それからしばらくして、野代家を出てマンションに引越した夏生と智。あれから夏生が変わってしまった事を、心配するよし。生気の無い夏生の顔を見て、ヴァイオリンを奏でる智。麻美は退院し、美幸から英明と夏生が別れた事を聞かされると、「知ってるわ。」と安心した顔をする。英明は、夏生への断ち切れない思いに苦しむ。
ある日突然、麻美が夏生のマンションを訪ねてきた。麻美は夏生に「お願いに来たのよ。これ以上、英明を悩ますことをしないでいただきたいと。ご存知の通り、あの子は受験生。今度の事では、学校もずいぶん休ませてしまったわ。心配しているの。頭のいい子だけど、もし受験に失敗でもしたら……。」と、釘を刺す。さらに麻美は、夏生と英明の結婚に反対の理由に「あなたのお父さんが人殺しだからよ。」と、告げる。麻美は5年前の火災は大介が火事に見せかけて槙と浩二を殺したとほのめかす。愕然とする、夏生。

## 登場人物

### 主要人物
野代／関根 夏生（のしろ／せきね なつお）
大介と槙の長女。12歳の冬、火事で母を失い自身も大腿部に傷を負う。本家で共に暮らすうち、従兄弟の英明と相思相愛になるが、英明の母親で伯母の麻美と父・大介に猛反対され、辛い運命を背負う。隠れて逢瀬を重ねる内に英明の子を妊娠し麻美に中絶を強要された事件がきっかけとなり、自分を守りきれなかった英明と決別し弟・智と共に野代家を出ることを決意。高校2年で家を出てから、智と二人だけで生きてきた。
一見明るく美人だが、重い過去を背負っている為どこか陰がある。出版社に勤めており、作家の矢崎と不倫関係にある。危篤状態に陥った祖父に会うため久しぶりに実家を訪れ、7年ぶりに英明と再会するが、英明の思いをはねつけ関根志郎と結婚。
しかし、昭和59年。智を訪ねてウィーンへ行った時に英明と再会。愛が再燃してしまい不倫関係に。だが、英明が麻美に刺殺され悲恋に終わり自殺を図るが、志郎の一途さに打たれやり直す事に。
野代 英明（のしろ ひであき）
野代家の次男で、浩二と麻美の息子。優等生タイプの優しい青年だが、坊ちゃん育ちのため優柔不断で少々楽観的すぎるところがある。従姉妹の夏生と愛し合うようになるが、母と叔父・大介の猛反対にあう。自分に対し、狂気に満ちた執着的な愛情を向ける母・麻美と夏生への愛の間で葛藤する。
現在は叔父が社長を務める野代産業で働く。
危篤状態に陥った祖父に会うため実家訪れた夏生と7年ぶりに再会。自分の夏生への愛は今なお続いていると確信するが、麻美の妨害で夏生への求婚を断念。生田悠子と結婚する。
昭和59年に夏生と再会し、よりを戻す。海外への駆け落ちを企て、夏生との仲を疑う母の目を逸らす為に別の女性に依頼してカモフラージュしようとするが麻美の執念により失敗。駆け落ちしようとした際に夏生との関係を知られ母に刺殺されてしまう。
野代 智（のしろ とも）
大介と槙の長男で、夏生の5歳年下の弟。甘えんぼうで姉の夏生を慕っている。火事で母親を失ったあとは一時精神的に不安定になり夜尿症に悩まされるが、大好きなヴァイオリンを再び習い始めることで徐々に明るさを取り戻していく。夏生と英明が愛し合っていることを知り、2人を蔭ながら応援するも姉への愛情から複雑な思いを抱く。自分と夏生を虐待した麻美のことを殺してやりたいぐらい強い憎しみを抱いている。成長してからは夏生が心を許すたった一人の家族として夏生を支えていく。
ヴァイオリンの才能を認められ留学話が舞い込むが、姉を残して旅立つことが気がかりで決心できずにいる。ウイーンに留学し大学を卒業した後、ヴァイオリニストとして成功。
野代 大介（のしろ だいすけ）
野代家の三男。兄2人と比べて出来が悪く、特に自身の容姿にはコンプレックスがある。それが元で父親からは常に見下され、互いに確執を深めており、いつか見返してやりたいという思いが強い。兄の婚約者である槙を異常なまでに愛しており、槙を手に入れるために策略を巡らす。
夏生と智の父親で辰吉の三男。兄2人が他界した後、野代産業の社長となり会社を大きく発展させる。幼いころからのコンプレックスと、父親を見返したいという強い思いから仕事に没頭し家庭を顧みなかった為、夏生や智とは親子らしいふれあいが無い。妻・槙の死後、若い佐和子と再婚し誠をもうける。誠に対しては父親らしい愛情を見せることも。
義姉の麻美と共謀し、夏生と英明の仲を徹底的に引き裂こうとする。平成2年。愛人・マキのマンションで倒れ、その後亡くなる。
野代 麻美（のしろ あさみ）
英明の母親で夏生の義理の伯母。旧姓・山口。
没落した華族出身で、金で買われるようにして野代家の長男・一郎に嫁ぐが、一郎に愛され幸せな家庭を築く。しかしやがて夫が出征。疎開先で長男・昇と姑・よしと共にその帰りを待ち侘びていたが、辰吉から「食糧事情が悪いから まだ疎開先にいろ」という知らせを振り切り、疎開先から帰りつく。が、麻美のもとに届いたのは一郎戦死の報せだった。出戻りの分の悪さを知りつつ昇と共に野代家に残るため、義父・辰吉の命令で一郎の弟・浩二と関係を持ち、浩二の子を妊娠して年下の浩二を計算高くうまく利用して騙して、再婚する。昇を溺愛していたが、昇が麻美の反対を押し切り新聞記者となって家を出ていくと、その狂気的ともいえる愛情を英明に向けるようになる。
浩二と槙の仲が再燃したことを知ると、槙に対して激しい憎悪を抱く。浩二と槙が心中同然で亡くなった後は、その憎しみは槙の娘である夏生に向けられるようになり、当時高校生だった英明と夏生の仲を命がけで2人を引き裂こうとした。英明に対し度を超えた狂気的な愛情を見せる一方で、夏生と英明の仲が現在も続いているのではと疑い、執拗なまでに夏生を追いつめていく執念深く腹黒く悪魔のような稀代の悪女。英明が夏生と駆け落ちしようとしている事を知り、英明を刺殺し屋敷に放火。焼死する。
有沢／野代 槙（ありさわ／のしろ まき）
有沢家の長女。浩二と将来を誓い合っていた。東京大空襲で父を亡くし、自宅も焼失。戦後は、大介の紹介で野代産業に就職。疎開先からよし・麻美・昇が帰って来たという電話を受け、辰吉に知らせた。
大介の策略とは知らないまま浩二と別れることになり、大介の求婚に応じ、夏生と智をもうける。後に浩二との仲が再燃し、密会の日々を続ける。そのことを知った大介が浩二を殺そうとするが、槙は浩二を助けようと燃え盛る家に入って行き、共に亡くなった。
野代 浩二（のしろ こうじ）
野代家の次男。出征したが、生還。槙と将来を誓い合っていたが、兄の一郎が戦死。父の命令で兄嫁で出戻りで年上の麻美を無理矢理押し付けられる形で結婚し、野代家を継ぐことになる。年増女の麻美のことはそれなりに想っていたが、槙との再会でその想いは再び槙一筋に向かっていく。大介の家で密会していたところ、偶然学校を休んでいた夏生に目撃され（ただしこの時は、相手が自分である事を悟られなかった）、彼女の心を深く傷つけた。
密会を知った大介に殺されそうになり、最後は槙とともに焼死した。

### 野代家
野代 昇（のしろ のぼる）
麻美と最初の夫・一郎の子。野代産業の次期社長にと麻美に期待されて育つが、麻美の反対を押し切って新聞記者となり、野代家を出ていく。
新聞社では、警察担当の事件記者をしていて、辰吉の通夜に出席せず、葬儀には現場から駆けつけて野代家で喪服に着替えていたところ、麻美から「お祖父さまのお通夜にも来ないで！」と責められた。
物語終盤。英明と麻美の葬儀で、美幸に生前の麻美の性格を語り、「子供の時から 母さんの"愛情"にうんざりしてた」と打ち明けた。その上で、「英明を…俺は自分の身代わりにしたんだよ」と告白。ドラマ版では交通事故で死亡した。
野代 美幸（のしろ みゆき）
麻美と浩二の長女で英明の妹。我儘で典型的なお嬢様。華やかな美人で、いつも男性に囲まれているが、男性不信。
母・麻美のように一途に男を愛して裏切られ、息子に愛を求めるようになりたくなかった事から、最初の結婚で子作りを頑なに拒否。そのため、山岡恭祐（後述）に失望され、離婚に至った。
作中では存在は薄いが、その後の人生に焦点を当てた番外編では宝石店のオーナーとして成功し、真実の愛を見つける。
野代 辰吉（のしろ たつきち）
一郎・真由美・浩二・大介の父親。建設会社・野代産業を興した成り上がり者。一郎・浩二に期待する一方で、三男の大介を事あるごとに見下していた為に大介との確執を深めていくが、その裏では大介が自分に最も近い気質を持っている事を見抜いていた。
物語序盤の亡くなる直前。麻美を枕元に呼び、「浩二と結婚させたのは 間違っていた」と麻美に謝罪。その後、大介に野代家を託し、亡くなった。
野代 よし（のしろ よし）
辰吉の妻。旧姓・田原。槙たちの母とは、槙がまだ幼い頃から親しい間柄。大介を唯一理解していたが当の本人から疎まれる事に。息子・浩二を誑かした麻美のことを雌狐と呼び毛嫌いし、最初から嫌悪していた。（原作では再婚することになった麻美のことを気にかけている）
英明と引き裂かれた夏生が変わってしまった事を、心から心配している。夏生の結婚式には、野代家でただ一人出席し、大介の非情さと夏生の花嫁姿の美しさに、涙した。
夏生が第1子を妊娠している頃、亡くなった。
野代 悠子（のしろ ゆうこ）
旧姓・生田。英明の妻。英明の高校の後輩で、高校生の時から英明に想いを寄せていた。英明と見合い結婚し、一人娘の由利亜を産む。英明に女性の影を感じている。
英明の死後、佐和子から野代家を出る事を勧められるが、夏生への怒りと英明から愛されなかった事への意地から、「英明の妻の座だけは、譲れない…！」と決意する。
ドラマ版では、夏生への嫉妬から彼女の長女・志穂を誘拐し、現場に駆けつけた2人から、それぞれの両親達から自分達の代に至るまでの壮絶な歴史を聞かされ、ついに英明と離婚して野代家を去った。
野代 由利亜（のしろ ゆりあ）
英明の娘。ピアノを習う明るく素直なお嬢様。母・悠子と父・英明の不仲に心を痛めている。後に、父方のはとこ・関根弘樹と交際するようになる。（原作のみ登場）
野代 誠（のしろ まこと）
大介の次男。母は大介が先妻槙の死後に再婚した後妻佐和子。両親から甘やかされて育ったせいか、遊んでばかりいる典型的なドラ息子。大介の死後、父の愛人・マキに接近する。（原作のみ登場）
野代 佐和子（のしろ さわこ）
旧姓・三条。大介の後妻。昭和38年に大介と再婚し、誠をもうける。大介が愛人・マキの自宅マンションで倒れた際、マキから妊娠している事を告げられ激怒。誠に、お腹の子供を始末するよう告げる。（原作のみ登場）
春（はる）
戦前から、野代家に仕える家政婦。英明と引き裂かれた夏生が、ホテルの部屋で一日中食事を取らず寝込んでいる事を、昇に打ち明けた。（原作のみ登場）
山本 真由美（やまもと まゆみ）
旧姓・野代。浩二・大介の姉（一郎の妹。）。10代→26歳（昭和20年当時）→70代（平成2年当時）。
母同様、槙たちとは親しかった。
大介が中学受験を控えていたころ、縁談がまとまった。
物語終盤。息子（常務。）が大介の後継者として、取りざたされている。（原作のみ登場）
野代 一郎（のしろ いちろう）
麻美の夫。浩二・大介・真由美の兄（昇の父）。
政略結婚ではあったが、麻美を心から愛し夫婦仲は円満だった。
戦争に出征し、戦死（麻美とよしが、疎開先から帰る一週間前。自身と一緒にいた復員男性が、遺髪を届けに野代家を訪れた。）。

### 有沢家
有沢 美絵（ありさわ みえ）
槙の妹。米兵のボブと恋仲になり、終戦後共にアメリカへ旅立っていく。番外編では、アメリカへ行った後、様々な目に遭いながらもファッションデザイナーとして成功するその後の人生が描かれている。
テレビドラマでは、ボブが朝鮮戦争にて戦死し、戦争未亡人に。帰国後バー兼喫茶店を開いている。
有沢 健一（ありさわ けんいち）
槙・美絵・小次郎の兄。出征し生還したが、目の前で人が死ぬ恐怖に精神を病んでいき、行きつけの遊郭の娼婦・百合と心中してしまう。
有沢 小次郎（ありさわ こじろう）
槙・美絵の兄（健一の弟）。
健一同様、出征したが最後まで戻らなかった（大介の回想にて。）。（原作のみ登場）
有沢 美佐子（ありさわ みさこ）
健一・小次郎・槙・美絵の母親。
戦前から、浩二たちの母・よし（前述）とは親しい仲。
有沢兄妹たちの父（ありさわきょうだいたちのちち）
槙・美絵・健一・小次郎たちの父。テレビドラマ版では、大学教授。
昭和20年の東京大空襲で、倒壊した自宅の下敷きになり「自分の事はいいから、槙たちを連れて逃げろ！」と美佐子に子供たちを託し、帰らぬ人となる。

### その他
関根 志郎（せきね しろう）
夏生の同僚で後に夫となる。
矢崎 繁（やざき しげる）
夏生が担当していた作家。夏生と不倫関係にある。
篠田 沙織（しのだ さおり）
智がウィーンに留学していた頃に知り合った、新進のオペラ歌手。ウィーンに来る前はミラノに留学していたが、ミラノ・スカラ座の副指揮者と不倫関係になり、やっとの思いで別れたがウィーンに来て妊娠している事に気付く。
出産1ヵ月前に、日本にいる母親と電話で妊娠の事実を伝え、母親が出産の手伝いに来るのを知り嬉し泣きするが深夜、胎盤早期剥離に陥り女児を出産するが、死亡。亡くなる前、智に「愛してる」と言い残した。（原作のみ登場）
篠田 沙希（しのだ さき）
智の初恋の人・篠田沙織の娘。日本の高校を卒業後、ウィーンの音楽大学へ留学し母と同じ歌手の道を目指す。いつしか、智に恋心を寄せるようになり、智に告白。しかし拒まれ智の前から去り、実父・アントニオのいるミラノで音楽の勉強をすることに。レッジョ・エミーリアで上演する『ラ・ボエーム』のオーディションに合格し、ミミ役で歌手デビューすることに。上演2日目、自分の思いに気付いた智がステージ終了後、花束を持って沙希の前に現れ結ばれる。（原作のみ登場）
野上 由信（のがみ よしのぶ）
ジュエリーデザイナー。美幸が離婚後に始めた宝石店の専属デザイナーにスカウトされ、後に恋人に。6年間交際し、美幸にプロポーズするも中々いい返事をもらえなかった。しかし、改めてプロポーズしようと東京に向かう途中の高速道路事故で、渋滞に巻き込まれ早とちりした美幸が倒れて本心に気付き、ようやく結ばれる。（原作のみ登場）
関根 弘樹（せきね ひろき）
夏生の長男。家族思いの優しい少年。後に、母方のはとこ・野代由利亜と交際するようになる。
関根 志穂（せきね しほ）
夏生の長女。母親思いの少女。ドラマ版では、夏生と英明の仲に嫉妬した、悠子に誘拐されてしまう。
ブルーノ・サバティーニ
美絵がニューヨークに移り住んだ頃に知り合った、老紳士。実は引退したマフィアのボスで、オペラ『蝶々夫人』の熱心なファン。美絵を「蝶々さん」と呼ぶ。夫との生活に絶望して、自殺を図った美絵を助けて保護。後に、抗争に巻き込まれて射殺される。（原作のみ登場）
ロベルト
サバティーニの部下。後に美絵と結婚し、幸せな家庭を築く。（原作のみ登場）
木村 アンディ（きむら アンディ）
智が小学時代の頃に通っていたヴァイオリン教室で、知り合い親友に。有名ヴァイオリニスト・木村誠一の息子だが、ヤンチャだった。大学に進学してからもヴァイオリンを続けていたが、智に敵わない事を悟り、指揮者に転向する。（原作のみ登場）
森田（もりた）
英明の秘書で、夏生との不倫を知り将来の出世を狙って、アリバイ工作に協力。だが英明の死で後に社長の座を狙う山口専務派に鞍がえ。英明のスキャンダルを、雑誌にリークする。（原作のみ登場）
兵藤（ひょうどう）
「櫂」編集部では志郎の後輩。志郎に片想いし、告白するが「きみの気持ちにこたえる事は、出来ない。」と振られる。
ドラマ版では志郎に振られた後、「櫂」編集部を退職し別の出版社に就職。タブロイド誌の記者になり、野代家の過去のスキャンダルを掲載した（原作では「櫂」編集部編集長の同期が、「ボンバ」編集部に在籍していて記事にした。）。
真梨（まり）
銀座のホステスで、英明に頼まれ愛人のふりをする。
ボブ
米軍に所属する軍人。ニューヨークのスラム出身で兄2人・弟1人、妹が1人いる。美絵とは日本で知り合い、後に結婚。ハワイの米軍基地近くに家を借り、幸せに暮らしていたが酒の席で同僚から美絵の事を「お前の女房は、黄色い娼婦だ」と中傷されたことで喧嘩になり、その喧嘩が原因で足に障害を負い米軍を退役。美絵を連れて、ニューヨークに帰る。
その後は酒びたりになりその挙句美絵に対し、DVを働く。自分の不在中、兄弟たちが美絵を輪姦し、その事が原因で美絵が出て行った事を知り、その後は自暴自棄に陥り、ある冬の夜。酔って酒を喉につまらせ、雪の中倒れ、そのまま亡くなる。ドラマ版では白人の設定だが、原作では黒人（美絵が「黒人兵のオンリー」と言う場面がある。）。
マキ
大介の最後の愛人。大介とは、彼が訪れたクラブで知り合い、愛人関係に。ある晩、大介とベッドを共にしている最中に、大介が倒れ、病院に搬送されるが大介の秘書・平田や妻・佐和子と「大介に会わせて」と言い争い、その時に自らの妊娠を告げる。大介の死後、佐和子から妊娠中絶するよう迫られるが、「パパの最期の頼みよ。」と拒絶。
平然と葬儀に参列し、佐和子を激怒させただけでなく事情を知る他の参列者からも、「なんて大胆な」と噂されても平然としている、気の強さと図太さ、したたかさをあわせ持つ女性。その後、大介の次男・誠から迫られる。
カティア
智のマネージャー。有能であるが、智が姉・夏生の自殺未遂や英明母子の心中事件で一時帰国したきり、戻らないため心配している。
智の恩師でヴァイオリン講師だった、マダム・シュトルツの死去を伝える。 （原作のみ登場）
マダム・シュトルツ
智がウィーンの音大に留学していたころの、恩師。太平洋戦争時、ドイツの首都・ベルリンで爆撃に遭い、左手・左足に障害を負いヴァイオリニストの夢を絶たれヴァイオリン講師になる。
智が沙織を亡くし、絶望の淵に立たされて寝込んでいた時にアパートを訪ね、戦時中に自分が障害を負った時の事情を話し、智を励ます。 （原作のみ登場）
山岡 恭祐（やまおか きょうすけ）
美幸の離婚した夫。子供を欲しがっていたが、美幸が子作りに非協力だったため、外で愛人を作り妊娠させたため、離婚を切り出す。彼女の冷たさに失望し、「きみはつくづく冷たい女だよ。誰も本気で愛した事がないんだ。」と告げる。
美幸との離婚後、愛人と再婚。離婚から6年後、あるパーティーで美幸と再会。2人目の子供が産まれている事が明かされた。（原作のみ登場）
本郷（ほんごう）
英明の高校時代からの親友。葉山よりも遠いところに別荘があることから、野代家同様資産家と思われる。
英明が麻美と衝突して、家を飛び出した時に自身のマンションへ泊めた。それから数年後、英明が麻美と共に亡くなった後、葬儀に出席。心中事件の取材を申し込んだマスコミに「売る話はない」と怒鳴りつけた。（原作のみ登場）
アントニオ・ディンティーノ
沙織がミラノに留学していた時に知り合う。沙織の恋人。スカラ座の副指揮者。不倫関係になってしまい、彼女は逃げるようにミラノを後にして、家族ぐるみでつきあいがあるマダム・シュトルツ（前述）の家へやって来た。
沙織を忘れられず、ウィーンのシュトルツ家へ押しかけ、留守番をしていた孫のラインハルト（後述）から「新しい恋人と『リゴレット』を見に行っている」と知らされ、ウイーンの歌劇場へ行き、沙織に復縁を迫るが智が割って入り、修羅場に。それから数ヶ月の後、沙織の死を知り葬儀に出席し、遺体にすがりつくが沙織の父・篠田から罵倒される。
産まれたばかりの娘・沙希を認知し、成人した彼女が智から逃げるようにミラノでオペラ歌手の修行を始めた時には、講師を紹介するなど、力になるが、沙希が智と結ばれたときには、母娘共に智を選んだ事に落胆する。（原作のみ登場）
ラインハルト・シュトルツ
マダム・シュトルツの孫。智が留学していた頃は少年だったが、成人後。マダム・シュトルツの葬儀では娘（ひ孫）を抱いている。（原作のみ登場）
ブリギッテ
智が通うウィーンの音大の同学年。ピアノ科所属。姉が一人いる。
金髪の美人で、周囲から「ピアノ科のプリンセス」と呼ばれている。智に想いを寄せるが、智が沙織に恋していることを知り、アンディに辛さを打ち明けた。
智が沙織と死別してからずっと、音大にも出てこない事をアンディと共にマダム・シュトルツに相談。
大学卒業後は、ピアニストとして活躍。智とアルバムを出す等して、活躍している。（原作のみ登場）
アンナ
美絵の娘（美絵が結婚後に輪姦されたため、父親不明。）。
成人後。母同様デザイナーとなり、自身のブランドを立ち上げている。（原作のみ登場）
マギー、トビー
美絵の孫たち。原作番外編『バッテリーパークララバイ』に登場。美絵とバッテリーパークを歩いている。
物語終盤。祖母が倒れた事で、「…グランマは日本へ帰りたそうだった」事を話し、両親たちから「探偵にたのんで、お母さんとお姉さん（美佐子と槙）がどうしているか調べてもらったんだって」と打ち明けられた。（原作のみ登場）
百合（ゆり）
大介が行きつけの遊郭で働く娼婦。
馴染み客になった槙の兄と愛し合うようになり、最後は彼と心中してしまう。

## テレビドラマ

### 1995年版
『風のロンド』のタイトルでテレビドラマ化。東海テレビ制作により、フジテレビ系列で、1995年4月3日から7月10日の月曜〜金曜の13:30〜14:00（JST）で放送された。最高視聴率10.4%。

#### 主なキャスト（1995年版）
- 野代/有沢槙・野代夏生：森口瑤子[1]
- 野代夏生（少女時代）：早勢美里
- 野代大介：田村亮[1]
- 野代浩二：寺泉憲
- 野代英明：黒田アーサー[1]
- 野代英明（少年時代）：福原学
- 関根志郎：天宮良
- 野代麻美：新藤恵美
- 生田悠子（野代悠子）：平田まり
- 美絵：松坂隆子

#### スタッフ（1995年版）
- 原作：津雲むつみ（集英社「YOU」連載）
- 企画：出原弘之（東海テレビ放送）
- 脚本：中島丈博、田部俊行
- 音楽：服部隆之
- 音楽プロデュース：木村智生
- 美術デザイン：金子幸雄
- 美術制作：小林久之
- 美術デスク：橋本優
- 大道具：東宝ビルト
- 大道具操作：舞台美術石井組
- 小道具：高津映画装飾
- 装飾：寿ファクトリー
- 造園：和泉園
- ヘア・メイク：アーツ
- 衣裳：東宝コスチューム
- 技術：西館博光
- カメラ：山崎秋夫
- 音声：廣野哲也
- 照明：水野二夫
- VE：大西亨
- 効果：堀尾守央
- 編集：多嘉良栄子
- 広報：近藤真弓、庄島裕美
- VTR編集：大鐘義彰
- 技術協力：東通
- 制作主任：山下秀治
- プロデューサー補：山内章弘（東宝株式会社）
- 演出補：畠山典久、白川士
- プロデューサー：鶴啓二郎（東海テレビ放送）、塚田泰浩、宇野博之
- 演出：白川士、藤木靖之、西本淳一
- 制作：東海テレビ放送[1]、東宝株式会社

#### 主題歌（1995年版）
- 片岡大志「ふたりぼっち」（BMGビクター）

### 2006年版
『新・風のロンド』のタイトルで、前作のリメイクという形でテレビドラマ化された。
制作・放送枠などは前作と同じく、東海テレビ制作、フジテレビ系列で、2006年1月5日から3月31日まで放送された。放送時間は、月曜〜金曜の13:30〜14:00(JST)。
東海テレビ昼ドラ初の地上デジタルHD放送となり、連動データ放送も発信された。
主演は小沢真珠で、2年前の『牡丹と薔薇』で好演のイジメ役と正反対の主人公を演じたことも話題になった。
フジテレビ系列の無い青森県では青森テレビ（TBS系列）が約3ヶ月遅れで、毎週水曜〜金曜（10:00〜10:30）に放送。
2009年10月5日から2010年7月22日まで、読売テレビで再放送された（木曜日26:08〜27:08に2回分放送、深夜のため時間変動あり。2009年12月まで毎週月〜水曜日10:25〜10:55、2010年3月まで月曜日26:50〜27:20だった）。
2011年3月末頃から2011年5月16日まで、BSデジタル『昼ドラ名作選』枠で、15:00〜16:00まで放送された。
2021年9月20日から、とちぎテレビにて平日 10:00 - 10:30に放送。

#### キャスト（2006年版）
- 野代（有沢）槙 / 関根（野代）夏生（二役）：小沢真珠
- 野代大介：神保悟志
- 野代（山口）麻美：田中美奈子
- 野代英明：松尾政寿
- 野代智：溝呂木賢
- 野代浩二：石橋保
- 野代辰吉：西田健
- 野代よし：山本みどり
- 有沢健一：宮内敦士
- 有沢美絵：魏涼子
- 矢崎繁：並樹史朗
- 野代英明：内山眞人（少年時代）
- 野代夏生：藤澤志帆（少女時代）
- 有沢美佐子：大西多摩恵
- 野代（生田）悠子：高以亜希子
- 関根志郎：桑原和生
- 野代智：谷野欧太（少年時代）
- 野代美幸：吉田紗也加
- 有沢正己：森下哲夫
- 兵藤明子：村井美樹
- 野代昇：大地泰仁
- 関根弘樹：稲田英幸
- 関根志穂：越井真優
- 野代一郎：五森大輔

その他の出演者たち
| - 江良潤 - 赤星昇一郎 - 青木和代 - 三谷侑未 - 浅見小四郎 - 渡辺寛二 - 永野典勝 - 永田恵悟 - 柳下季里 - 竹本聡子 - 奏谷ひろみ - 加藤翼 - 真矢野靖人 - 小林大樹 - 菅野達也 - 青沼神対馬 - 加藤心桜 - 小熊恭子 - 藤井章満 - 松永英晃 - 小田切健 - 森富士夫 - 大西耕治 | - 日向勉 - 滝佳保子 - 高杉勇次 - 鈴木美佳 - 浜近高徳 - 森本臣泰 - 又野彰夫 - 日高ひとみ - 以倉いずみ - 天手千聖 - 澤山薫 - 浜田大介 - 藤田清二 - 荒井眞理子 - 島田桃子 - 猪又太一 - 杉内加代子 - 白井沙樹 - 田原正治 - 本多英一 - 松熊明子 - 羽田圭子 - 田島俊弥 | - 林京介 - 菊池流石 - 島綾佑 - 加々美瑠菜 - 金尾哲夫 - 和泉宗兵 - 和田京子 - 中野寛海 - 渋谷邦夫 - 若山慎 - 遠藤たつお - 古賀道枝 - 中島淳子 - 宮本武士 - 高山麻美 - 牧田明子 - 高原里佳 - 蒲田哲 - 加門良 - 志野隆夫 - グレゴリー・ペカー - ウェイン・ドスター - トロイ・カスピ |

#### スタッフ（2006年版）
- 原作：津雲むつみ（集英社「YOU」連載）
- 企画：鶴啓二郎（東海テレビ放送）
- 脚本：小森名津
- 音楽：寺嶋民哉
- 音楽制作：インスパイア・ホールディングス
- 広報：植木圭一（東海テレビ放送）、山本聡美（東海テレビ放送）
- プロデューサー：西本淳一（東海テレビ放送）、大久保直実（ビデオフォーカス）、大越大士（ビデオフォーカス）
- 演出：西本淳一、皆川智之、大垣一穂、藤木靖之
- 制作：東海テレビ放送、ビデオフォーカス

#### サブタイトル（2006年版）
| 第一部 | 第一部       | 第一部 | 第一部       | 第二部 | 第二部       | 第二部 | 第二部       | 第三部 | 第三部       | 第三部     | 第三部       |
| 回     | サブタイトル | 回     | サブタイトル | 回     | サブタイトル | 回     | サブタイトル | 回     | サブタイトル | 回         | サブタイトル |
| ------ | ------------ | ------ | ------------ | ------ | ------------ | ------ | ------------ | ------ | ------------ | ---------- | ------------ |
| 第1回  | 愛の約束     | 第7回  | 夢の再会     | 第13回 | 涙の求婚     | 第19回 | 密会の部屋   | 第25回 | 最初の晩餐   | 第31回     | 母の恋愛     |
| 第2回  | 桜湯の日     | 第8回  | 届いた遺髪   | 第14回 | 封印した恋   | 第20回 | 悪い母親     | 第26回 | 夢の中の母   | 第32回     | 密会の現場   |
| 第3回  | 運命の赤紙   | 第9回  | 熱病の過ち   | 第15回 | 父と母の闇   | 第21回 | 通夜の罵声   | 第27回 | 監禁部屋     | 第33回     | 少女の悲鳴   |
| 第4回  | 最後の一夜   | 第10回 | 愛の裏切り   | 第16回 | 深夜の激痛   | 第22回 | 幽鬼の訪問   | 第28回 | 私の王子様   | -          | -            |
| 第5回  | 帰らぬ恋人   | 第11回 | ひと筋の涙   | 第17回 | 愛の証拠品   | 第23回 | 炎の客間     | 第29回 | 悪意の贈物   | -          | -            |
| 第6回  | 戦争の傷     | 第12回 | 哀しい心中   | 第18回 | 燃える写真   | 第24回 | 不倫心中     | 第30回 | 残酷な真実   | -          | -            |
| 第四部 |              |        |              |        |              |        |              |        |              |            |              |
| 回     | サブタイトル | 回     | サブタイトル | 回     | サブタイトル | 回     | サブタイトル | 回     | サブタイトル | 平均視聴率 | 平均視聴率   |
| 第34回 | 悲恋の輪廻   | 第40回 | 切ない芝居   | 第46回 | ざわめく心   | 第52回 | 涙の終止符   | 第58回 | 幼い人質     | 7.0%       | 7.0%         |
| 第35回 | 突然の再会   | 第41回 | 錯乱する母   | 第47回 | 愛の宿命     | 第53回 | 毒のケーキ   | 第59回 | 父の懺悔     |            |              |
| 第36回 | 忘れたい人   | 第42回 | 温かい胸…    | 第48回 | 罪の味…      | 第54回 | 愛の衝動     | 第60回 | 惨劇の別荘   |            |              |
| 第37回 | 心の鎧…      | 第43回 | 傷跡の告白   | 第49回 | 密会の扉     | 第55回 | 夫の疑惑     | 第61回 | 幻影の恋人   |            |              |
| 第38回 | 突然の求婚   | 第44回 | 輝く花嫁     | 第50回 | 天罰の事故   | 第56回 | 会いたい…    | 最終回 | 魂の一滴     |            |              |
| 第39回 | 父との契約   | 第45回 | 衝撃の写真   | 第51回 | 偽手紙の罠   | 第57回 | 外した指輪   | -      | -            |            |              |

#### 主題歌
- 大黒摩季 「胡蝶の夢」（東芝EMI）
作詞・作曲 大黒摩季／編曲 西平彰